# فرانک پی. بریگس
فرانک پی. بریگس (به انگلیسی: Frank Parks Briggs) سناتور سابق عضو حزب دموکرات ایالات متحده آمریکا بود. وی در سال ۱۹۴۵ تا ۱۹۴۷ میلادی سناتور ایالت میزوری در سنای ایالات متحده آمریکا بود.